# Ignatiuskolleg

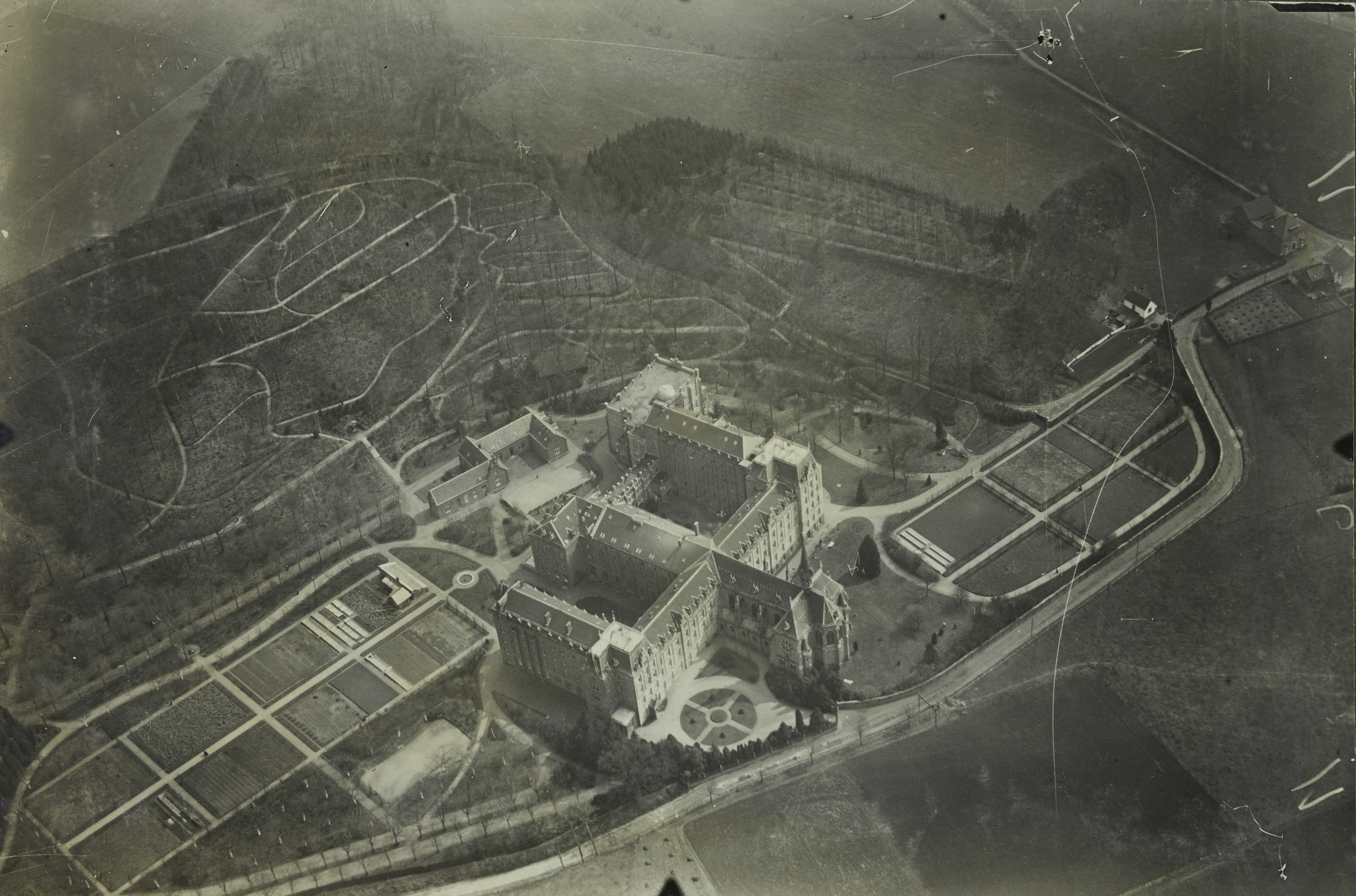
Luftaufnahme um 1930

Das ehemalige Ignatiuskolleg der Gesellschaft Jesu ist ein früheres Klostergebäude des Jesuitenordens im Kloosterweg 36 in Valkenburg aan de Geul, Provinz Limburg (Niederlande). Es wurde von 1893 bis 1895 errichtet und bis in die 1920er Jahre weiter ausgebaut. Heute steht das Gebäude leer.

## Vorgeschichte
Im Rahmen des Kulturkampfes wurde im Königreich Preußen 1872 das Jesuitengesetz erlassen. Dadurch mussten in der preußischen Rheinprovinz die Niederlassungen des Jesuitenordens in Köln, Essen, Bonn-Kreuzberg, Bonn-Stadt, Aachen, Koblenz und Maria Laach geschlossen werden. Eine größere Zahl der vertriebenen Jesuiten kam im grenznahen Bereich der Niederlande in der Provinz Limburg in Schlössern des katholischen Landadels unter: Graf Franz Egon von Hoensbroech stellte den Jesuiten das Schloss Bleijenbeek zur Verfügung, in dem von 1873 bis 1885 die Philosophiestudien durchgeführt wurden und das anschließend das Noviziat der deutschen Ordensprovinz beherbergte. 1903 kam es zu einem Brand des Neubaus und 1904 wurde das Schloss an die Familie zurückgegeben. Freiherr Ludwig von Bongart bot den Jesuiten Schloss Wijnandsrade an, das bis 1894 das Juniorat aufnahm und von 1894 bis 1910 das Tertiat der deutschen Ordensprovinz. Auch dieses Schloss wurde 1910 an die Besitzer zurückgegeben. Weiter wurde ein Landgut in Aalbeek an die Jesuiten verpachtet und 1886 verkauft. In Exaten (bei Baexem) stellte Graf Theodor de Geloes ein Schloss zur Verfügung und verkaufte es anschließend  an die Jesuiten. Sie fügten einen großen Neubau hinzu, das Canisiuskolleg, und übergaben alles 1927 an die Franziskaner der sächsischen Ordensprovinz. Alle diese Ausweichlösungen wurden schnell zu klein und so beschloss der Orden, ein 18 Hektar großes Grundstück in Valkenburg zu kaufen und darauf einen Neubau zu errichten. Finanziert wurde der Bau durch den Verkauf des Klosters Maria Laach an den Benediktinerorden.

## Der Klosterbau
Erste Konzepte zum geplanten Bau erstellen Bruder Wipfler und Pater August Sträter. Die Gesamtplanung wurde dann dem Architekten Hermann Joseph Hürth aus Aachen übertragen. Der erste Entwurf wurde mehrfach überarbeitet, insbesondere reduziert, aber die ursprünglich als zu groß eingeschätzte Planung erwies sich bald als zu klein und es mussten weitere Grundstücke zugekauft werden. Die Grundsteinlegung erfolgte am 10. September 1893. Pater August Sträter überwachte die Bauausführung durch den Valkenburger Bauunternehmer Hubert Habets. Die für den Bau benötigten etwa 7 Millionen Ziegelsteine wurden an Ort und Stelle gebrannt. Im Sommer 1894 zog eine erste Gruppe von Patres und Philosophiestudenten ein, im Dezember wurde die Kapelle geweiht und im August 1895 bezogen die Theologiestudenten den zweiten Flügel.
Der E-förmige Gebäudekomplex bestand aus einem Haupttrakt, aus dessen nach Südwesten ausgerichteter Frontseite der Kapellenbau mittig vorsprang, und drei rechtwinklig angesetzten Flügeln auf der Rückseite. Ursprünglich war 1892/93 eine rein südliche Ausrichtung geplant, konnte aber wegen eines nicht erwerbbaren Grundstücks nicht realisiert werden. H. J. Hürth hat eine neugotische Anlage in Ziegelstein mit sparsamer Verwendung von Werkstein für Fensterumrahmungen entworfen. Nur die Gebäudefront wurde mit gelbem Verblendstein eingekleidet. Eine Besonderheit des Baus war die Ausstattung mit moderner Technik von Beginn an. Es war eine Dampfzentralheizung nach dem Niederdrucksystem mit Koksöfen im Keller vorhanden. Aus einem Brunnen im Philosophenhof förderte eine Kolbenpumpe mit einem 2-PS-Benzinmotor Wasser aus 22 m Tiefe in Wasserbehälter auf den Speichern der beiden Ecktürme. 1911 wurde der Bau elektrifiziert.
Es folgten weitere Ausbauten: Eine Sternwarte wurde errichtet und ein Verbindungstrakt zwischen dem Südflügel (Philosophenflügel) und dem Mittelflügel nahm die Bibliothek auf. Im April 1924 wurde mit dem Bau eines weiteren Flügels begonnen, der im rechten Winkel an das Ende des Philosophenflügels angesetzt wurde. Der Entwurf stammte wieder von H. J. Hürth und Pater Rudolph Fischer übernahm die Bauaufsicht.

### Die Kapelle
Die dreischiffige Kapelle bestand aus einem Langhaus mit vier Jochen, einem Querhaus und einem Fünfachtelchor. Mittelschiff und Chor hatten durchgängig Kreuzrippengewölbe mit Schlusssteinen. Zwei Joche der Querschiffarme hatten Emporen, sodass die darunterliegenden Räume durch Türen verschlossen und als Sakristeien genutzt werden konnten. In den Seitenschiffen waren die Joche durch Quermauern voneinander getrennt, um Platz für Nebenaltäre zu schaffen. Über der Vierung erhob sich ein hoher sechseckiger Dachreiter. Die Fenster des Chores wurden von der Glasmalerei Oidtmann in Linnich geschaffen. In einem Wettbewerb für die Gestaltung des Hochaltars siegte Friedrich Wilhelm Mengelberg, nach dessen Entwürfen auch die Kapelle durch den Kölner August Rosenthal ausgemalt wurde. 1914 wurde eine Kapellenkrypta angelegt, um weitere Ältäre aufstellen zu können.

## Geschichte des Kollegs
Um 1895/96 bewohnten etwa 260 Personen das Ignatiuskolleg. Das Ignatiuskolleg hatte den Status eines Collegium Maximum, einer Ordenshochschule, an der die Ordensmitglieder sämtliche philosophischen und theologischen Studien absolvieren konnten. Nachdem die Bibliothek des früheren Studienhauses in Maria Laach dorthin überführt worden war, verfügte es über eine der größten Bibliotheken der Niederlande. Sie umfasste 1930 etwa 180.000 Bände, darunter 100 Inkunabeln, und 400 Zeitschriften und wuchs bis 1942 auf etwa 250.000 Bände an. Die Bibliothek überstand den Zweiten Weltkrieg fast ohne Verluste und wurde 1959/1960 in die Bibliothek der Philosophisch-Theologischen Hochschule Sankt Georgen überführt.
1896 wurde auf dem Dach des Südflügels eine Sternwarte eingerichtet. Das Hauptinstrument unter der 5-m-Kuppel war ein äquatorial montierter 23-cm-Refraktor. Neben der Ausbildung im Rahmen des Philosophiestudiums diente die Sternwarte vor allem der Erforschung veränderlicher Sterne. Die Forschungsresultate wurden in sieben Bänden der Veröffentlichungen der Sternwarte des Ignatiuskollegs Valkenburg publiziert.
Die Professoren des Ignatiuskollegs gaben ab 1926 die Zeitschrift Scholastik. Vierteljahresschrift für Theologie und Philosophie heraus. Von 1911 bis 1914 befand sich auch die Redaktion der Zeitschrift Stimmen aus Maria Laach in Valkenburg. Bedeutende Naturwissenschaftler, die in Valkenburg wirkten, waren der Astronom Michael Esch, der Entomologe Erich Wasmann und der Physiker Theodor Wulf. Zu den zahlreichen Jesuiten, die in Valkenburg studierten, gehörten der spätere Generalobere der Gesellschaft Jesu, Pedro Arrupe, Rupert Mayer, Karl Rahner und Augustin Bea, der hier von 1917 bis 1921 Professor für alttestamentliche Exegese und Studienpräfekt war. Weitere namhafte Dozenten waren Joseph Braun, Wilhelm Klein, August Lehmkuhl und Max Pribilla. Ab 1939 lebte der isländische Schriftsteller Jón Sveinsson („Nonni“) im Kolleg.
Nachdem 1940 die Niederlande von der deutschen Wehrmacht überfallen und besetzt worden waren, beschlagnahmten die deutschen Behörden 1942 den gesamten Komplex. Die Patres wurden nach Deutschland evakuiert. Vorher gelang es ihnen noch, mit Hilfe lokaler niederländischer Widerständler die Monstranzen, Kelche, Reliquiare sowie die wertvollsten Paramente und Bücher vor dem Zugriff der Besatzer zu verstecken. Im Gebäude des Kollegs wurde die Reichsschule der Niederlande eingerichtet, ein von 1942 bis 1944 bestehendes nationalsozialistisches Elite-Internat, vergleichbar einer Nationalpolitischen Erziehungsanstalt. Dafür wurde 1943 die Kapelle abgebrochen. Die wissenschaftlichen Instrumente der Sternwarte wurden während des Zweiten Weltkriegs abgebaut; der Refraktor befindet sich heute in der öffentlichen Sternwarte Limburg in Heerlen. Nach der Befreiung der Niederlande wurde in dem Gebäude das 91st Evacuation Hospital, ein Lazarett der amerikanischen Armee, eingerichtet; anschließend diente es bis August 1945 als Lager für Displaced Persons und anschließend als Internierungslager für politische Gefangene, gegen die wegen Delikten wie Kollaboration und Landesverrat ermittelt wurde. Ab 1948 stand das Gebäude leer.
Im April 1961 erwarben die Franziskanerinnen vom hl. Josef (FSJ) den Komplex und ließen vom Büro A. Swinkels und B. Salemanns aus Maastricht Umbaupläne für ein Mutterhaus mit Altenheim erstellen. Sie verkauften ihr in der Stadt gelegenes Kloster und zogen im Oktober 1964 ein. Sie betrieben das Altenheim unter dem Namen Huize Boslust („Haus Waldeslust“). Ein neuer, moderner Kapellenbau, mit deutschen Wiedergutmachungsmitteln errichtet, wurde 1965 fertiggestellt. 20 Jahre später musste das Altenheim aufgegeben werden. Die verbliebenen Schwestern zogen in das auf dem Gelände des vormaligen Klostergartens neu errichtete St.-Josef-Kloster. Für das alte Gebäude fand sich zunächst kein Käufer. Nachdem im Herbst 1984 bereits die Abbruchgenehmigung erteilt worden war, erwarb schließlich die ‘SABO’, Stichting Academie voor Bewustzijnsontwikkeling des indischen Gurus Maharishi Mahesh Yogi die Immobilie im August 1985 für 2,3 Millionen Gulden von den Franziskanerinnen, um dort ein Kurszentrum für Transzendentale Meditation und traditionelle indische Medizin einzurichten. Maharishi Mahesh Yogi besuchte das Zentrum zur Eröffnung 1985 und nochmals 1991, als er im nahegelegenen Vlodrop residierte. Während dieser Zeit lebten bis zu 200 Anhänger Maharishis im Gebäude. Die Kapelle diente als Gruppenmeditationsraum. Am 30. November 2001 brach im obersten Stockwerk des Nordflügels aus ungeklärten Gründen ein Feuer aus, das erheblichen Sachschaden verursachte; die Schäden blieben unrepariert. 2009 stellte das Zentrum seinen Betrieb ein, im darauffolgenden Jahr wurde das Gebäude an einen Immobilienfonds verkauft. Der letzte Bewohner, Wolfgang Möckel, zog im März 2018 aus; seitdem steht das Gebäude leer und verfällt. Ein neuer Betreiber konnte bislang (Stand 2020) nicht gefunden werden.